# Alexej Ivanovič Skuratov
Alexej Ivanovič Skuratov (rusky Алексей Иванович Скуратов, 1709 Žuravino Ruské carství – po roce 1765 Ruské impérium) byl ruský cestovatel, navigátor, průzkumník Arktidy a účastník Velké severní expedice.

## Životopis

### Původ
Šlechtická rodina tulských Skuratovovů odvozovala svůj původ od Ivana Skuratova-Bělského, bratra Maljuty Skuratova, pravé ruky ruského cara Ivana IV. Hrozného. Ve druhé polovině 16. století Ivan Skuratov-Bělskij dohlížel na práce na posílení obranné tulsko-zasechnajské linie, za což mu bylo uděleno dědičné panství v Černském újezdu. Jeho potomci žili ve vesnici Žuravino (dnešní obec Bolšoje Skuratovo). Navigátorův otec Ivan Ivanovič vlastnil více než tisíc rolníků. Alexej se zde narodil v roce 1709 a dětství strávil v domě čp. 18. Po odchodu do důchodu v hodnosti kapitána 2. stupně se vrátil do svého rodiště, na své náklady postavil kostel Narození Páně, který se zachoval do současnosti. Po Alexejově smrti byla obec po něm pojmenována.

### Mládí
Alexej Ivanovič Skuratov zdědil svou mysl a energii po svých ambiciózních předcích. V roce 1721 nastoupil na petrohradskou Akademii námořní stráže, kterou o pět let později absolvoval s vyznamenáním. Rozhodl se na Akademii zůstat, aby vyučoval mičmany. V témže roce 1726, již jako lodní poddůstojník, byl vyslán do Francie, aby se zdokonalil v námořních studiích. Po návratu pokračoval ve výuce na akademii.

### Velká severní expedice
V roce 1735 byl poručík Skuratov přidělen k prvním oddílu Velké severní expedice. Tento oddíl dostal příkaz plout z Archangelska k ústí řeky Ob a zmapovat západní část Severní mořské cesty. Oblast nadcházející plavby nebyla tak neznámá, jak ostatní úseky expedice. Pobřeží tam obývali Rusové již delší dobu. Pomorové na svých lodích a domorodí kočovníci se vydávali k břehům Nové země a dokonce i na Špicberky. Znali také cestu k ústí Obu: jejich lodě propluli úžinou Jugorskij Šar, překročily řeku Jamal a vpluly do Obského zálivu. Největším problémem prvního oddílu bylo, že nikdo nevěděl jak je ve skutečnosti velký poloostrov Jamal, který musely obeplout. Na některých mapách byl Jamal dokonce spojen s Novou zemí.
První oddíl expedice začal svou činnost již v roce 1733, ale pod vedením Stěpana Voinoviče Muravjova, nedosáhl příliš velkých úspěchů. Novým velitelem se stal zkušený poručík Stěpan Gavrilovič Malygin, který nechal pro expedici postavit v loděnici Solombala v Archangelsku dvě nová plavidla: plachetnici První, kdy velitelem byl jmenován poručík Skuratov, a veslici Druhá, kdy velitelem byl jmenován poručík Ivan Michailovič Suchotin. V červnu 1736 obě lodě vypluly z Archangelsku a začaly hydrografické průzkumy. Oba poručíci prozkoumali Mroží ostrov, poloostrov Kanin a ostrov Kolgujev. Dne 8. srpna se setkaly obě lodě s Malyginovou lodí Ob.
Malyginův Ob byl v silně poškozený ledem, další plavbu ledovým mořem si s ním Malygin netroufal podniknout. Proto pověřil Suchotina, aby se s poškozenou lodí vrátil do Archangelsku a sám se ujal vedení na lodi První a Skuratovovi přenechal Druhou. Dva týdny kotvily lodě v úžině Jugorskij Šar, protože vstup do Karského moře byl ucpán ledovými krami. Až 25. srpna se situace zlepšila natolik, že lodě mohly pomalu vyplout na východ. Objevitelé dorazili v prvních zářijových dnech k západnímu pobřeží Jamalu. Silný jižní vítr, který odnášel led na sever, se utišil a nastalo bezvětří. Několik dní lodě veslovaly v nepřetržité mlze až je 9. září zastavil neprostupný led. Malygin vydal rozkaz se vrátit k ústí řeky Kara a hledat zimoviště. Poté, co postavili zimní chatu a zanechali v ní strážní tým, se Malygin se Skuratovem a většinou mužstva vydali do Obdorsku, aby zachránili dostupné zásoby a dodali nové.
Dne 6. července 1737 opět vypluli na sever. Moře bylo téměř bez ledu a plavba tak byla úspěšná. Dne 23. července vpluli do průlivu mezi severním pobřeží Jamalu a Bílým ostrovem. Tato úžina je jen asi 50 km dlouhá, ale její proplutí trvalo 19 dní, protože lodě byly zablokovány nesčetnými mělčinami, silnými protivětry a proudy. Malygin hledal nejlepší plavební dráhu průlivem a Skuratov prováděl kartografické zaměřování průlivu. Teprve 12. srpna se jim podařilo vyplout z průlivu a s pomocí severního větru lodě obepluly Jamal a vpluly do Obského zálivu. Úkol přidělený jejich oddílu tak byl úspěšně splněn.
Malygin se urychleně vydal do Petrohradu předat zprávu o splnění úkolu a předal Skuratovovi vedení s úkolem dovést lodě zpět do Archangelsku. Skuratov vyplul na konci června 1738 a zpáteční cesta mu trvala dva roky. Po vplutí do Karského moře se plavidla ocitla v obtížné ledové situaci. Museli pod lodě dávat kůly, pěšky rozbíjeli ledové mosty, pěší průzkumníci neustále hledali mezery v ledu. Teprve začátkem září obepluli Jamal. Silný vítr tlačil obě lodě na pobřeží a hrozilo jejich zničení. Skuratov vyslal část svých lidí hledat na pobřeží domorodé Něnce, bez jejichž pomoci by to nezvládl. Rusové spolu s Něnci po několik dnů bojovali o záchranu lodí, aby se nedostali na břeh a neuvízli na mělčině. Obě lodi pak musely být vytaženy na břeh, vyloženy a opraveny. Něnci Rusům dodávali zásoby, dříví na topení a neustále další a další lidi pro budování zimního tábora. Skuratov v zimní chatě zanechal 5 lidí, aby strážili vytažené lodě a se zbytkem expedice se vydal přezimovat do 400 km vzdáleného Obdorsku. V květnu 1739 se Skuratov s mužstvem vrátil k vytaženým lodím, jejich oprava zabrala dva měsíce. V létě pak vypluly do Jugorského Šaru. V mlze se obě lodě od sebe oddělily a navzájem se ztratily. Dne 15. srpna 1739 dorazila do Archangelsku loď První pod Skuratovovým velením a o deset dní později dorazila i loď Druhá.

### Po expedici
V roce 1740 se Skuratov vrátil do Petrohradu a podal admiralitě zprávu o výsledcích své plavby. Skuratovova práce byla vysoce ceněna. Admiralita mu nařídila, aby vytvořil přehlednou mapu od Achangelsku po Berezov. Originál této mapy se nedochoval, ale jeho materiály byly obsaženy ve všech mapách západní Arktidy. Ve své mapě Skuratov jako první uvedl jméno Karské moře, které použil na památku zimoviště expedice v ústí řeky Kara. Skuratovova cesta se uskutečnila v nejtěžších podmínkách. Dokonce i začátkem 21. století, s výkonnou flotilou ledoborců, průzkumným letectvem a meteorologickou službou, je překonání Karského moře značným problémem - tomuto moři se mezi námořníky říká ledový sklep, protože úzké úžiny mezi pevninou a Novou zemí brání odnášení ledu na západ a vytváří tak obtížné ledové podmínky. Skuratovův oddíl si razil cestu na dřevěných plachetnicích a veslařských lodích, které nebyly schopny odolat ani slabým tlakům ledu. 18. století se navíc vyznačovalo nejdrsnějšími klimatickými podmínkami posledních staletí.
Po skončení expedice sloužil Alexej Ivanovič Skuratov v Baltské flotile na lodích Astrachaň, Azov a Petr. Dne 11. září 1762 byl propuštěn pro nemoc z námořnictva, odešel v hodnosti kapitána druhého stupně. Rezignační dekret mu byl doručen až v roce 1765, kdy se Skuratov naposledy objevuje v historických záznamech. Rok jeho úmrtí není znám, hrob se nedochoval.

## Rodina
Skuratov byl ženatý s Marií Vasiljevnou Rtiščevovou a měl celkem tři děti (dva syny a dceru). Jeho potomci sloužili v armádě z generace na generaci. Synové Pjotr a Michail se vyznamenali v rusko-tureckých válkách, vnuk Pavel Petrovič v bitvách u Borodina, Chlumna a Lipska. Skuratovovým prapravnukem v linii jeho dcery Jekatěriny byl ruský spisovatel Ivan Sergejevič Turgeněv.

## Památky
Po Skuratovovi je pojmenováno:
- Bolšoje Skuratovo je obec v Černském okrese v Tulské oblasti, Skuratovovo rodiště
- Stanice Skuratovovo byla obec v Černském okrese v Tulské oblasti, v roce 2014 se stala součástí obce Severnoje
- Poručík Skuratov byla plachetnice postavená v roce 1893
- Poručík Skuratov byla loď Baltské flotily postavená v roce 1899
- Šturman Skuratov je arktický ropný tanker
- Mys Skuratov na poloostrově Jamal v Karském moři
- Skuratovský průliv se nachází mezi poloostrovem Jamal a Bílým ostrovem